# Iwai Shuya
Shuya Iwai (sinh ngày 11 tháng 10 năm 2000) là một cầu thủ bóng đá người Nhật Bản.

## Sự nghiệp câu lạc bộ
Shuya Iwai đã từng chơi cho Ehime FC.